# Ernest W. Thiele
Ernest W. Thiele (* 8. Dezember 1895; † 29. November 1993) war ein US-amerikanischer Chemieingenieur bei Standard Oil (später American Oil) und Professor für Chemieingenieurwesen an der University of Notre Dame. Der Thiele-Modul ist nach ihm benannt. Thiele beschäftigte sich mit der chemischen Reaktionstechnik, komplexen Reaktionssystemen und Trennungen, wie durch Destillation.

## Leben
Ernest Thiele wuchs in Chicago auf. 1916 erlangte er an der Loyola University Chicago den Bachelor of Arts. Im Jahr 1919 machte er an der University of Illinois at Urbana-Champaign einen Abschluss in Chemieingenieurwesen. Ab Herbst 1922 studierte er am Massachusetts Institute of Technology. Im folgenden Jahr erlangte er den Master of Science, ehe er 1925 promovierte.
Vor Beginn seines Studiums am MIT arbeitete Thiele sechs Monate bei Swift & Company in Chicago und später in Baltimore als Prozessanalytiker. Von 1920 bis 1922 arbeitete er als Chemieingenieur bei der Peoples Gas Light and Coke Company. Nach dem Abschluss seiner Doktorarbeit entwickelte er zusammen mit Warren L. McCabe eine grafische Methode für den Entwurf von Rektifikationskolonnen, der 1925 in der Zeitschrift Industrial and Engineering Chemistry veröffentlicht wurde. Diese Methode wurde rasch in Lehrbücher übernommen und wird zur Vermittlung der Destillation an angehende Chemieingenieure genutzt.
Ab 1925 war Thiele als Chemieingenieur bei Standard Oil (später American Oil) tätig. Dort blieb er 35 Jahre lang und wurde 1935 Assistant Director for Research und 1950 Associate Director for Research. Während des Zweiten Weltkriegs arbeitete er an Technologien im Zusammenhang mit der Verarbeitung nuklearer Materialien und der Kernenergie, darunter eine Anlage zur Gewinnung von Schwerem Wasser, das Lexington-Projekt zur Entwicklung nuklearbetriebener Flugzeuge und seine Tätigkeit als Berater des Gemeinsamen Kongressausschusses für Atomenergie.
Während seiner Tätigkeit bei Standard Oil veröffentlichte Thiele 17 Publikationen und reichte 27 Patente in den Vereinigten Staaten ein. 1933 veröffentlichte er zusammen mit R. L. Geddes in Industrial and Engineering Chemistry eine Arbeit über die effiziente Gestaltung von Destillationssystemen mithilfe von Computermethoden. Außerdem befasste er sich mit der Entwicklung der Lösungsmittelextraktion von Schmierölen. Im Jahr 1939 veröffentlichte er in Industrial & Engineering Chemistry eine Arbeit zur Beschreibung des Thiele-Moduls, einer dimensionslosen Größe zur Beschreibung der Grenze zwischen reaktionsgesteuerten und transportgesteuerten Katalysatorpartikeln.
Nach dem Ende seiner Karriere bei Standard Oil war Thiele Professor für Chemieingenieurwesen an der University of Notre Dame, wo er über Thermodynamik, chemische Reaktionen, Instrumentierung, Prozesskontrolle und Simulationen lehrte. Nach 10 Jahren an der University of Notre Dame ging Thiele in den Ruhestand.

## Ehrungen
Thiele erhielt 1966 den Founders Award des American Institute of Chemical Engineers und wurde 1980 in die National Academy of Engineering gewählt. 1971 erhielt er von der University of Notre Dame einen Ehrendoktortitel für seine Beiträge im Bereich des Chemieingenieurwesens. Er war Mitglied der American Chemical Society und des American Institute of Chemical Engineers.
Im Jahr 1986 führte die Abteilung für Chemieingenieurwesen der University of Notre Dame das Thiele Lectureship ein. Mit dem Thiele Lectureship sollen herausragende Beiträge junger Chemieingenieure gewürdigt werden. Bei der ersten Vergabe an Douglas Lauffenburger war Ernest Thiele anwesend. Die Verleihung erfolgt seither jährlich, wobei die Person durch die Fakultät für Chemieingenieurwesen ausgewählt wird.

## Publikationen
- W. L. McCabe, E. W. Thiele: Graphical Design of Fractionating Columns. In: Industrial & Engineering Chemistry. 17. Jahrgang, Nr. 6, 1925, S. 605–611, doi:10.1021/ie50186a023 (englisch).
- E. W. Thiele: Prediction of Flash Point of Blends of Lubricating Oils. In: Industrial & Engineering Chemistry. 19. Jahrgang, Nr. 2, 1927, S. 259–262, doi:10.1021/ie50206a025 (englisch).
- E. W. Thiele, R. L. Geddes: Computation of Distillation Apparatus for Hydrocarbon Mixtures. In: Industrial & Engineering Chemistry. 25. Jahrgang, Nr. 3, 1933, S. 289–295, doi:10.1021/ie50279a011 (englisch).
- E. W. Thiele, W. B. Kay: Densities of Hydrocarbon Mixtures. In: Industrial & Engineering Chemistry. 25. Jahrgang, Nr. 8, 1933, S. 894–898, doi:10.1021/ie50284a015 (englisch).
- M. C. Rogers, E. W. Thiele: Pressure Drop in Bubble-Cap Columns. In: Industrial & Engineering Chemistry. 26. Jahrgang, Nr. 5, 1934, S. 524–528, doi:10.1021/ie50293a011 (englisch).
- E. W. Thiele: Application of Graphical Method of Ponchon to Distillation and Extraction. In: Industrial & Engineering Chemistry. 27. Jahrgang, Nr. 4, 1935, S. 392–396, doi:10.1021/ie50304a009 (englisch).
- M. C. Rogers, E. W. Thiele: Bubble-Cap Column as a Liquid-Liquid Contact Apparatus. In: Industrial and Engineering Chemistry. 29. Jahrgang, Nr. 5, 1937, S. 529–530, doi:10.1021/ie50329a010 (englisch).
- E. W. Thiele: Relation Between Catalytic Activity and Size of Particle. In: Industrial and Engineering Chemistry. 31. Jahrgang, Nr. 7, 1939, S. 916–920, doi:10.1021/ie50355a027 (englisch).
- E. W. Thiele: Material and Heat Transfer between a Granular Solid and Flowing Fluid. In: Industrial & Engineering Chemistry. 38. Jahrgang, Nr. 6, 1946, S. 646–650, doi:10.1021/ie50438a030 (englisch).